# Shlomi Shabat

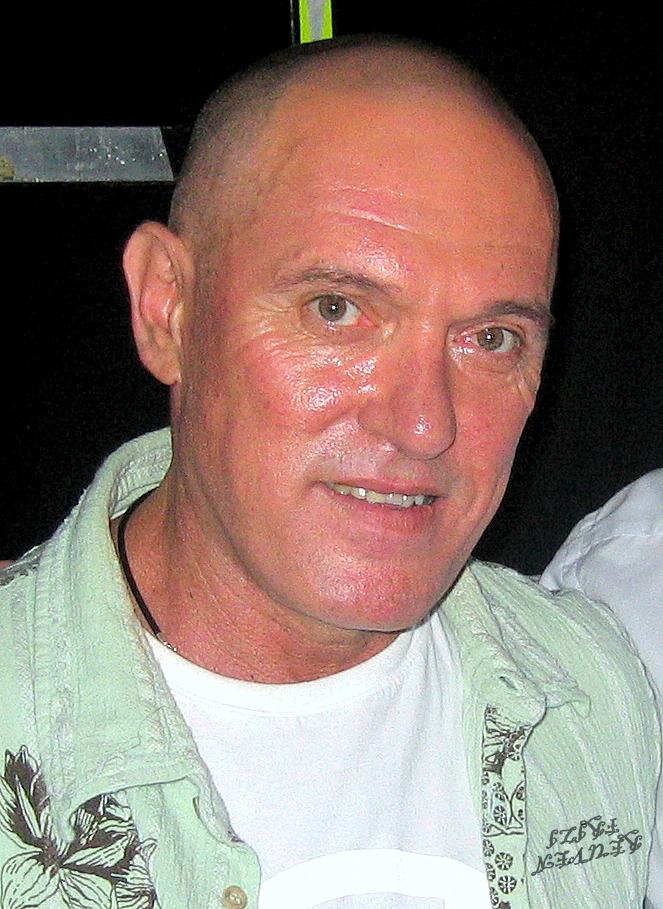
Shlomi Shabat

Shlomi Shabat (Yehud, 30 augustus 1954) is een Israëlische artiest, wiens repertoire voornamelijk bestaat uit nummers in oriëntaalse (Mizrahi) stijl. Hij komt uit een Sefardische familie die uit Turkije afkomstig is. Hij zingt in het Hebreeuws, het Turks en het Spaans (en ook wel in het Ladino). Recente CD's zijn "Friends" en "Life in Caesaria", waarop hij een aantal duetten met andere Israëlische artiesten heeft opgenomen, onder meer zijn zus Lea Shabat, Shiri Maimon en Lior Narkis.